# Église Sainte-Marie-Madeleine de Sainpuits
L'église Sainte-Marie-Madeleine est une église du département de l'Yonne, en France, située dans le village de Sainpuits. Affectée au culte catholique et dédiée à sainte Marie-Madeleine, elle dépend de l'archidiocèse de Sens-Auxerre.

## Présentation

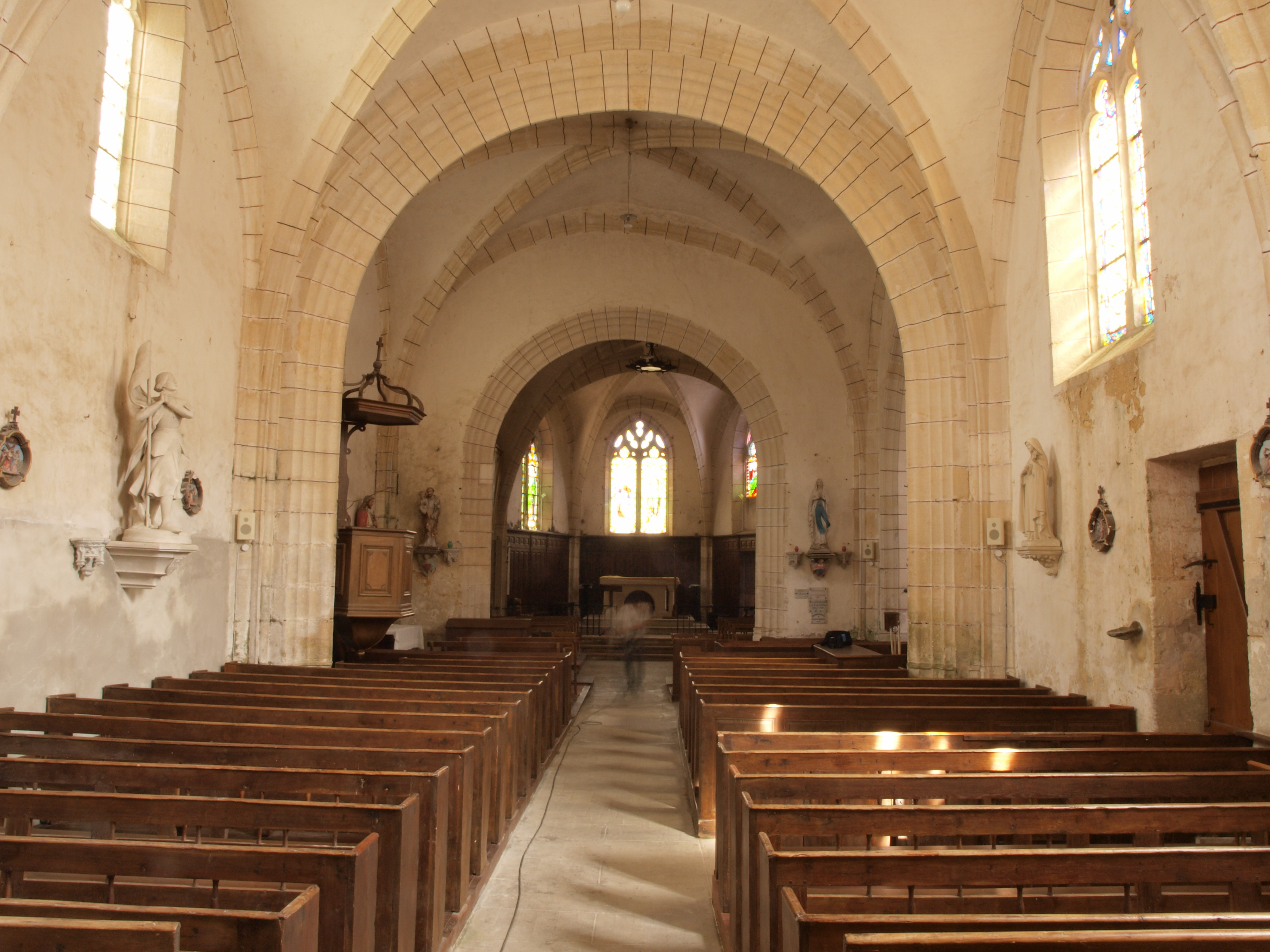
Vue de la nef.

Une église est attestée au XIIe siècle, alors que la Puisaye dépendait de l'abbaye Saint-Germain d'Auxerre. Elle passe ensuite aux seigneurs de Toucy, et aux comtes de Saint-Fargeau. 
La nef de l'église actuelle date du XVe siècle et du début du XVIe siècle. L'édifice est dominé par une haute et puissante tour-clocher au portail de style flamboyant datant du XVIe siècle. La petite sacristie est construite au XIXe siècle. 
Plusieurs pièces du mobilier sont inscrites aux monuments historiques. On remarque un grand tableau représentant Marie-Madeleine en pénitente. Les vitraux qui subsistent (dans l'abside) datent de la seconde moitié du XIXe siècle.